# Витвицький Степан Порфирович
Степан Порфирович Витвицький гербу Сас (13 березня 1884, с. Угорники, Станиславівський повіт, Королівство Галичини та Володимирії, Австро-Угорщина — 9 жовтня 1965, Нью-Йорк, США) — український політичний діяч, правник, журналіст, член УНДП, 2-й Президент УНР у вигнанні.
Відповідно до українського законодавства може бути зарахований до борців за незалежність України у ХХ сторіччі.

## Життєпис

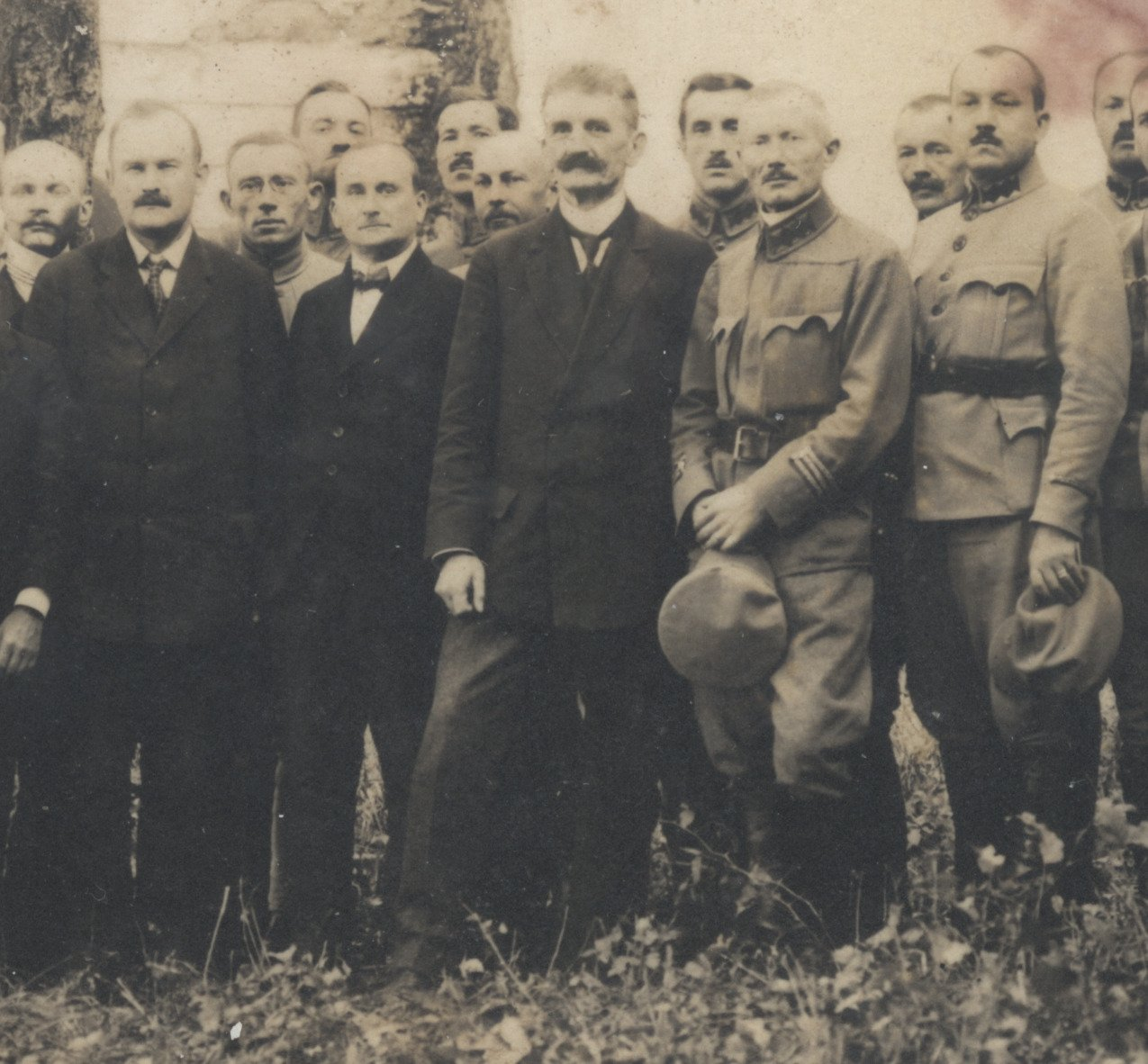
У першому ряді зліва направо: Сидір Голубович, позаду Осип Назарук, Степан Витвицький, Євген Петрушевич, позаду Євген Коновалець, Стефан Чмелик, Ярослав Селезінка (у Кам'янці на Поділлі, 1919 р.)

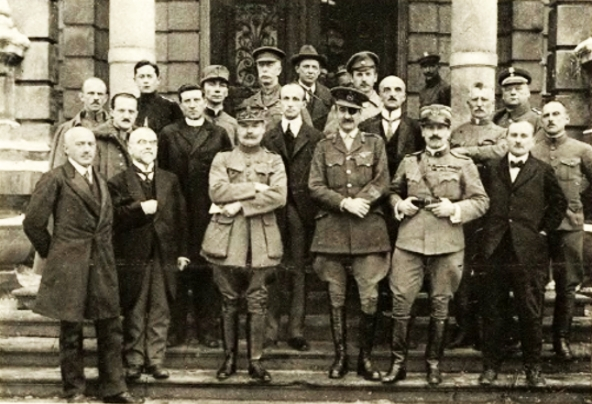
Члени делегацій на перемовинах про припинення вогню. Львів, палац Потоцьких, 26.02.1919 рік. Перший ряд (зліва направо): Володимир Темницький, Володимир Охримович, голова французької місії генерал Жозеф Бартелемі, керівник британської місії генерал-майор Адріан Картон де Віарт, італійський майор Джузепе Стабіле, Степан Витвицький; Другий ряд: Альфонс Ерле, отець Франц Ксаверій Бонн, Роберт Говард Лорд (США), Осип Бурачинський, Костянтин Слюсарчук, Теодор Рожанківський; Третій ряд: стоїть третій — о. Антін Калята, четвертий— британський полковник Смайс, шостий — Вільгельм Фідлєр

Народився в селі Угорники на Станиславівщині, нині село Івано-Франківської міськради (тоді — Станиславівський повіт, Королівство Галичини і Володимирії, Австро-Угорщина) у сім'ї управителя школи. Навчався у Львівському і Віденському університетах. Під час навчання, крім юриспруденції, здобув всебічну освіту, був активним у культурному житті українського студентства: відвідував лекції Кирила Студинського, Михайла Грушевського й О.Колесси; співав у студентському хорі «Академічної громади», виступав у аматорському театрі, режисером якого був Володимир Винниченко. На знак протесту проти антиукраїнської політики адміністрації університету, Степан Витвицький, разом з іншими українськими студентами, у 1904 році залишає Львівський університет і переводиться до Віденського університету. Голова «Академічної громади» у Львові та товариства «Січ» у Відні. Докторат права захистив 1910 (1912)року. Згодом брав участь у культурному житті на Дрогобиччині, вступив у ряди Українського січового союзу. Власну адвокатську канцелярію відкрив у Дрогобичі 1914 року, проводив активну українську громадсько-культурну діяльність на Дрогобиччині.
З початком Першої світової війни Степан Витвицький вступив до легіону Українських січових стрільців, відбуваючи службу в інформаційному відділі УСС — Пресовій Квартирі. В 1915–1918 роках він стає членом редакції газет «Діло» і «Свобода» у Львові, а з 1918 року стає членом політичного комітету, що підготував акт 1 листопада 1918 року.
У 1918 році Степан Витвицький стає делегатом Національної Ради ЗУНР. Був одним з організаторів акту злуки УНР і ЗУНР 22 січня 1919 року. Згодом Степан Витвицький стає державним секретарем закордонних справ ЗУНР (листопад 1918 — липень 1919 р.), потім він стає головою місії ЗУНР в Парижі та Лондоні.
У квітні 1922 року Степан Витвицький був у складі дипломатичної делегації ЗУНР на Міжнародній конференції в Генуї, на якій обговорювався статус Східної Галичини. Восени 1924 року повернувся з еміграції до Дрогобича, відновив адвокатську діяльність; спочатку спільно з Володимиром Темницьким, пізніше у власній канцелярії. Степан Витвицький вів активну громадсько-політичну та культурно-просвітницьку діяльність як голова товариства «Просвіта» у Дрогобичі.
У 1925–1939 роках Степан Витвицький стає діячем УНДО. В 1926—1939 роках очолював філії українських товариств та установ «Сільського господаря», «Маслосоюзу», «Рідної школи». В 1935–1939 Степан Витвицький стає послом (депутатом) до польського Сейму, з 1938 року він становиться заступником голови УНДО та Української Парляментарної Репрезентації. У 1935-39 роках був віце-бурмістром Дрогобича. Як адвокат, виступав захисником українського населення від переслідування з боку польського режиму: захищав 16 мешканців села Добрівляни, яких незаконно арештувала в 1929 році польська поліція під час зборів читальні «Просвіти», мешканців села Брониця, жорстоко побитих польською поліцією у 1938 році під час посвячення читальні «Просвіти».
З 1945 року Степан Витвицький перебуває на еміграції. Брав участь в організації Центрального представництва української еміграції в Німеччині (заступник голови) і створенні Української національної ради; від 1949 року він стає заступником голови виконавчого органу Української національної ради і керівник відділу закордонних справ, а  від 1951 року він стає представником виконавчого органу Української національної ради у США. У 1954—1965 роках був обраний 2-й Президент УНР в екзилі.
Помер 9 жовтня 1965 року у Нью-Йорку, похований на українському православному цвинтарі святого Андрія у Саут-Баунд-Бруку (штат Нью-Джерсі).

## Вшанування пам'яті
У кількох населених пунктах України існують вулиці, названі на честь Степана Витвицького.
20 жовтня 2022 року  в Дрогобичі вулицю Михайла Лермонтова було перейменовано на вулицю Степана Витвицького.